# Dámaso Torres Cruces
Damaso Torres Cruces (Humilladero, 11 de desembre de 1945) va ser un ciclista espanyol, que fou professional entre 1971 i 1975. El seu principal èxit l'aconseguí el 1973, en guanyar una etapa de la Volta a Astúries. El seu germà petit Pedro també fou ciclista professional.

## Palmarès
- 1967
  - 1r al Gran Premi Mossen Borràs
- 1974
  - 1r al GP Cuprosan
- 1973
  - Vencedor d'una etapa a la Volta a Astúries

### Resultats al Tour de França
- 1973. 38è de la classificació general.
- 1974. 62è de la classificació general

### Resultats a la Volta a Espanya
- 1971. 48è de la classificació general